# Honky Château
《Honky Château》는 1972년 5월 19일에 발매된 영국의 싱어송라이터 엘튼 존이 발표한 다섯 번째 스튜디오 음반이다. 그 음반은 18세기 프랑스 성당 샤토 드 에루빌의 이름을 따서 지은 것이다. 이 음반은 미국에서 1위에 올랐는데, 엘튼 존의 7집 연속 1위 음반 중 첫 번째 음반이다.
2012년에, 이 음반은 《롤링 스톤》의 역사상 가장 위대한 음반 500장에서 359위에 올랐다. 1972년 7월에 골드로 인증되었고 미국 음반 산업 협회에 의해 1995년 10월에 플래티넘이 인증되었다. 이것은 MCA가 MCA 브랜드로 모든 다양한 레이블들을 통합하기 전에 미국과 캐나다의 유니 레이블에 있는 마지막 엘튼 존의 음반이었다. 이 음반과 존의 이전 유니 음반은 나중에 MCA 레코드에 재발행되었다.
《Honky Château》는 〈Rocket Man〉과 〈Honky Cat〉으로부터 전 세계적으로 두 개의 싱글이 발매되었다. 세 번째 싱글 〈Hercules〉는 발매 준비가 되었지만, 결국에는 실현되지 못했다.

## 배경
《Honky Château》는 1976년 《Rock of the Westies》로 정점을 찍은 엘튼 존의 미국 차트 1위 연속 음반 중 첫 번째 음반이었다. 또한 존의 순회 밴드인 디 머리가 베이스, 나이절 올슨이 드럼에, 새 멤버 데이비 존스톤이 일렉트릭 기타 및 어쿠스틱 기타 및 기타 조바심을 내는 악기들을 핵심 음악 그룹으로 포함한 첫 번째 스튜디오 음반이었다. 이전에 음반사는 존이 《Tumbleweed Connection》과 《Madman Across the Water》에서 각각 한 트랙만 사용해야 한다고 주장했지만, 이 두 음반의 나머지 곡들은 세션 연주자들이 연주했다. 존스톤은 《Madman Across the Water》에서 어쿠스틱 기타, 만돌린 및 시타르를 연주했지만, 《Honky Château》에서는 완전한 밴드 멤버로 영구적으로 합류하도록 초대받았고 일렉트릭 기타, 밴조, 슬라이드 기타 및 백 보컬에 기여했다.
오프닝 트랙인 〈Honky Cat〉은 닥터 존과 앨런 투세인트를 연상시키는 뉴올리언스 펑크 트랙으로, 프로듀서 거스 더전이 편곡한 4개의 호른 섹션이 특징이다. 또한 주목할 만한 것은 존스톤, 머리, 올슨의 백 보컬 조합의 음반 데뷔인데, 그들은 곧 그들의 "트레이드마크" 사운드가 될 것을 〈Rocket Man〉에 처음 추가했다. 그들의 백 보컬 트랙을 편곡하는 트리오의 독특한 접근 방식은 향후 몇 년 동안 존의 싱글과 음반에 고정물이 될 것이다.

## 평가
| 총 점수                       | 총 점수                   |
| 출처                          | 점수                      |
| ----------------------------- | ------------------------- |
| 메타크리틱                    | 87/100 (50th Anniversary) |
| 평가 점수                     |                           |
| 출처                          | 점수                      |
| AllMusic                      | [ 5 ]                     |
| Christgau's Record Guide      | A−                        |
| Pitchfork                     | 8.4/10                    |
| The Rolling Stone Album Guide | [ 8 ]                     |

### 비판적 평가
비판적으로, 《Honky Château》는 존의 가장 훌륭한 음반 중 하나로 여겨진다. 《롤링 스톤》의 존 랜도는 오리지널 LP를 "현재 발매된 음반들보다 머리와 어깨 위에 서 있는 풍부하고 따뜻하고 만족스러운 음반"으로 승인했다. 《로스앤젤레스 타임스》에서 로버트 힐번은 이 음악을 혁신적이라고, 버니 토핀의 가사를 유머러스하고 아이러니하며 풍자적이라고 표현했다.
《Honky Château》에 대한 회고적 리뷰도 대부분 긍정적이었다. 올뮤직의 스티븐 토마스 얼와인은 이 음반에 대해 "엘튼 존과 버니 토핀이 쓴 곡 중 가장 집중적이고 뛰어난 곡으로 연주한다"고 썼고, "발라드, 록, 블루스, 컨트리 록, 솔"의 절충적인 모음집이라고 특징지었다. 크리스 로버츠는 또한 BBC의 리뷰에서 이 음반이 "존의 가장 절충적이고 내구성이 뛰어난 모음집 중 하나"라고 칭찬했다.

### 차트 성공
《Honky Château》는 미국 빌보드 차트에서 1위를 차지한 엘튼 존의 음반 중 첫 번째 음반이 되었다. 캐나다에서는, 이 음반이 1972년 7월 29일 RPM 100 톱 음반 차트에서 3위로 정점에 도달했고, 같은 해 11월 4일 9위로 떨어지기 전까지 2위를 5위로 떨어뜨린 뒤 12주 연속 3위로 되돌아갔다.

## 곡 목록
모든 곡들은 엘튼 존과 버니 토핀에 의해 작사/작곡하였다.
| #  | 제목                                                        | 재생 시간 |
| -- | ----------------------------------------------------------- | --------- |
| 1. | 〈Honky Cat〉                                               | 5:13      |
| 2. | 〈Mellow〉                                                  | 5:32      |
| 3. | 〈I Think I'm Going to Kill Myself〉                        | 3:35      |
| 4. | 〈Susie (Dramas)〉                                          | 3:25      |
| 5. | 〈Rocket Man (I Think It's Going to Be a Long, Long Time)〉 | 4:45      |

| #  | 제목                           | 재생 시간 |
| -- | ------------------------------ | --------- |
| 1. | 〈Salvation〉                  | 3:58      |
| 2. | 〈Slave〉                      | 4:22      |
| 3. | 〈Amy〉                        | 4:03      |
| 4. | 〈Mona Lisas and Mad Hatters〉 | 5:00      |
| 5. | 〈Hercules〉                   | 5:20      |

## 인증
| 국가                       | 인증     | 판매량/출하량 |
| -------------------------- | -------- | ------------- |
| 오스트레일리아 (ARIA)      | 플래티넘 | 50,000^       |
| 캐나다 (뮤직 캐나다)       | 플래티넘 | 100,000^      |
| 영국 (BPI)                 | 골드     | 100,000^      |
| 미국 (RIAA)                | 플래티넘 | 1,000,000^    |
| ^출하량을 기반으로 한 인증 |          |               |